# Suckleya suckleyana
Suckleya suckleyana là loài thực vật có hoa thuộc họ Dền. Loài này được (Torr.) Rydb. miêu tả khoa học đầu tiên năm 1900.